# استان رم
استان رم (به ایتالیایی: Provincia di Roma) یکی از استان‌های ناحیه لاتزیو در ایتالیا است. مرکز این استان، شهر رم است.
بر پایه آمار سال ۲۰۰۹ جمعیت این استان برابر با ۴٬۱۶۱٬۹۴۳ نفر و مساحت آن ۵٬۳۵۲ کیلومتر مربع است.